# Ephraim R. Eckley
Ephraim R. Eckley (11 décembre 1811 - 27 mars 1908) est un homme politique américain qui siègea au Congrès des États-Unis en tant que représentant de l'Ohio à plusieurs reprises.

## Biographie
Ephraim Ralph Eckley est né le 9 décembre 1811 près de Mount Pleasant en Ohio. Après des études au Vermillion Institute (en) à Hayesville, il s'installe à Carrollton et étudie le droit.
Eckley est membre du Sénat de l'Ohio de 1843 à 1846, puis en 1849 et 1850 avant de sièger à la Chambre des représentants de l'Ohio de 1853 à 1857.
Pendant la guerre de Sécession, il sert dans l'Union Army avec le grade de colonel avant d'être breveté brigadier général. Eckley siège au Congrès des États-Unis en tant que représentant de l'Ohio de 1863 à 1869 sous les couleurs du Parti républicain.
Il meurt le 27 mars 1908 à Carrollton.